# Max Walter (Turner)
Max Walter (* 1912; † 1975) war ein deutscher Turner der TSG Weinheim.

## Karriere
Walter war neben Willi Stadel und Franz Beckert drittstärkster badische Turner und neben Franz Eschwei einer der stärksten Geräteturner der TSG Weinheim. Als Mitglieder der badischen Riege gewannen beide von 1938 bis 
1941 vier Mal die deutsche Mannschaftsmeisterschaft. 1938 gewann er auch die Badischen Turnmeisterschaften 1938.
1934 wurden er und Eschwei wie auch die Weinheimer Turnerin Margot Nutzenberger-Hammer und der ebenfalls dem Verein zugehörige Handballer Leonhard Schwöbel offiziell als Anwärter für die Olympischen Spiele 1936 nominiert.
Walter nahm an zahlreichen Wettkämpfen teil, so beispielsweise 1936 in einem Gauvergleichskampf für Nordbaden sowie an den badischen Meisterschaften im Geräteturnen 1937. Am 28. April 1940 wurde Walter als Teil der badischen Bereichsmannschaft gemeinsam mit Anton Kippert, Emil Anna, Hans Pludra, Karl Stadel, Franz Beckert und Willi Stadel deutscher Mannschaftsmeister im Gerätturnen. Im Mehrkampf bei den in Karlsruhe ausgetragenen Deutschen Turnmeisterschaften 1941 erreichte Walter, inzwischen Angehöriger der Luftwaffe, den 19. Rang.
Nach dem Zweiten Weltkrieg gehörte er als Schriftwart zeitweise dem Vereinsvorstand an und war unter anderem 1964 bei einem Arbeitseinsatz desselben in Mörlenbach-Rohrbach im hessischen Mumbachtal dabei, wo der Verein 1961 bei Karl Wambolt von Umstadt den „Lindenhof“ pachtete und das mittelalterliche Hofgut zu einer modernen Freizeitsport-Modellanlage für die TSG-Abteilungen ausbaute. Die Einweihung erfolgte sieben Jahre nach seinem Tod am 15. Mai 1982.